# 西南極大公國

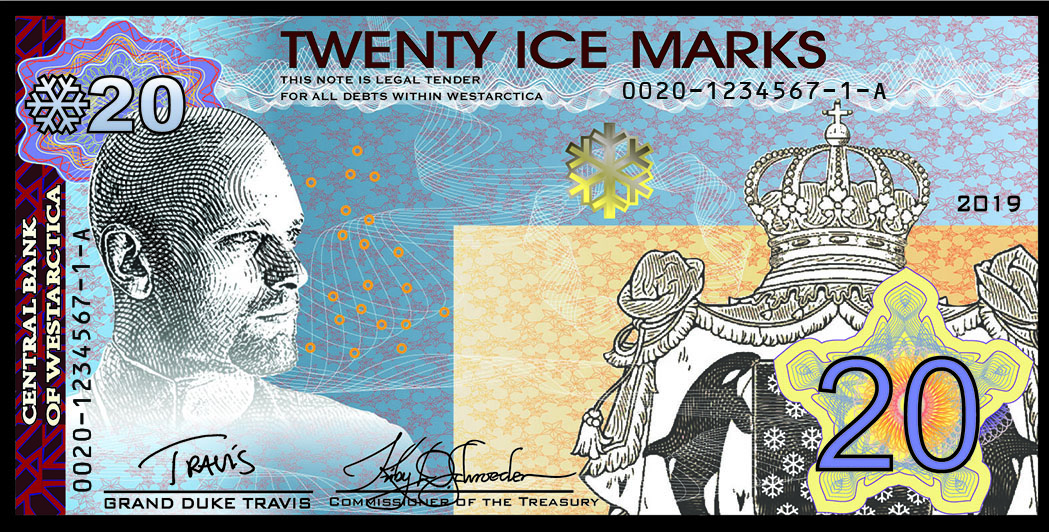
20西南極幣

西南極大公國（英語：Grand Duchy of Westarctica），也译作威斯塔克迪卡大公国，是由美國人特拉維斯·邁克亨利創建的一個私人國家。他聲稱對部分埃爾斯沃思地(90°W至103°24'W)和部分瑪麗·伯德地(103°24'W至150°W)包括彼得一世島擁有主權。這個國家聲稱擁有南緯60°以南和西經90°至西經150°的土地的主權，首都是彼得一世島。而智利、新西蘭、挪威也聲稱擁有這些土地的主權。按照南極條約，世界各國對南極的領土要求都處在被凍結的狀態。2014年4月，該國曾宣稱位於南極洲的巴雷尼群島是其托管地，並以“西南极大公国托管地”（Grand Duchy of Westarctica Territories）的名義發行硬幣。

## 外部連結
- Official Website
- About Westarctica （页面存档备份，存于）
- Coins